# Mimi Barthélémy
Mimi Barthélémy, nom de plume của Michèle Armand (3 tháng 5 năm 1939 – 27 tháng 4 năm 2013), là một nhà văn, diễn viên, người kể chuyện và đạo diễn người Haiti.

## Đời sống
Cô sinh ra ở Port-au-Prince và được giáo dục ở Haiti  và tiếp tục học tại Viện nghiên cứu chính trị, tại Paris X (thạc sĩ văn học Tây Ban Nha) và tại Paris VIII (Tiến sĩ ngành nghiên cứu sân khấu và điện ảnh) Pháp. Barthélémy cũng đã sống ở Mỹ Latinh, Sri Lanka và Bắc Phi.
Năm 1987, cô là người dẫn chương trình cho một loạt những người kể chuyện nổi tiếng tại "Le Petit Contoire" ở Paris.
Vào năm 1989, cô đã nhận được Becker d'Or từ Lễ hội lần thứ 3, chương trình dành cho La reine des poissons. Năm 1992, Barthélémy đã được trao giải thưởng Prix Arletty  de l'universalité de la langue française cho La Dernière lettre de l'amirus. Năm 2000, cô được phong là một Hiệp sĩ trong Huân chương Quốc gia Pháp và năm 2001, một Viên chức trong Ordre des Arts et des Lettres. Năm 2011, bà được phong tặng danh hiệu Hiệp sĩ trong Quân đoàn Danh dự Pháp.
Barthélémy qua đời tại Paris vì một cơn đau tim ở tuổi 73.

## Tác phẩm được chọn

### Truyện[2]
- Haïti, la perle nue (1999)
- La création de l'île de la Tortue (2005)
- Contes d'Haïti (2011)

### Nhà hát[1]
- L'autre rive lointaine Honduras (1981)
- Sebastian đi mua sắm Santa Cruz, California (1983)
- Madea Paris (1985)
- La Cocarde d'Ebène Montpellier (1989)
- Soldats-marrons Ris-Orangis (1989)
- Une Très belle mort Avignon (2000)

### Bản ghi âm[2]
- La Reine des poissons (2010)
- Tiếp tục
- Dis-moi des Chansons d'Haïti (2007)
- Vieux Caïman - Contes de grandes îles de la mer Caraïbe (2001)
- Tendez chanter l'amour (1999)
- Chantez dansez Haïti Guadeloupe (1996)
- Chansons et comptines d'Haïti (1992)
- L'Oranger magique, contes d'Haïti (1992)
- Légendes du monde entier (1992)